# Regional (Zuggattung)

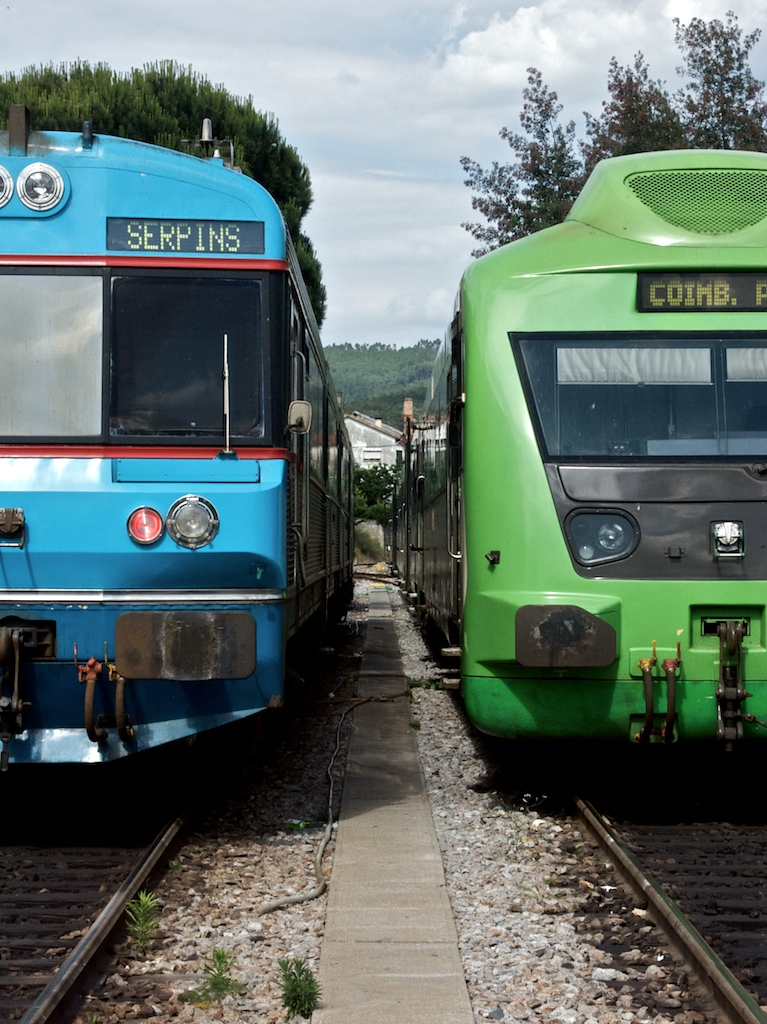
Die zwei vorrangig von der CP Regional eingesetzten Dieseltriebwagen der Zuggattung Regional: Baureihe 0350 und 0450

Regional, auch Comboio Regional, ist eine Zuggattung der staatlichen portugiesischen Eisenbahngesellschaft Comboios de Portugal beziehungsweise ihrer Geschäftseinheit CP Regional für den Schienenpersonennahverkehr. Sie bildet neben der Zuggattung Urbano, die nur in den Ballungsräumen Lissabon, Porto und Coimbra gefahren wird, das Basisangebot auf dem Großteil der Strecken des portugiesischen Eisenbahnnetzes.

## Charakteristika
„Regional“-Züge zeichnen sich dadurch aus, dass sie üblicherweise an allen Bahnhöfen und Haltepunkten der Strecke halten sowie mit einer relativ niedrigen Reisegeschwindigkeit fahren. Die Zuggattung umfasst weder einen gastronomischen Service noch die Möglichkeit der Sitzplatzreservierung. 
Züge der „Regional“-Zuggattung fahren nahezu auf allen Strecken, teilweise jedoch mit einem sehr eingeschränkter Fahrplan (1–2 Züge pro Tag), wenige Strecken werden mit Zügen mit „Liniencharakter“ und damit konsequent synchronen Taktzeiten befahren. Ausnahmen bilden hier die stark befahrenen Strecken dar, vor allem die Linha do Norte.

## Fahrzeuge
Auf elektrifizierten Eisenbahnstrecken werden für die Zuggattung ausschließlich Fahrzeuge der Baureihe 2240 eingesetzt. Auf den dieselbetriebenen Strecken nutzt CP Regional die Triebwagenbaureihe 0350, 0450, 0592 (für breitspurige Strecken) sowie 9630 (für schmalspurige Strecken). Reisezugwagen gibt es in dieser Zuggattung nicht.